# Mistrzostwa Europy w Lekkoatletyce 1950 – bieg na 1500 m mężczyzn

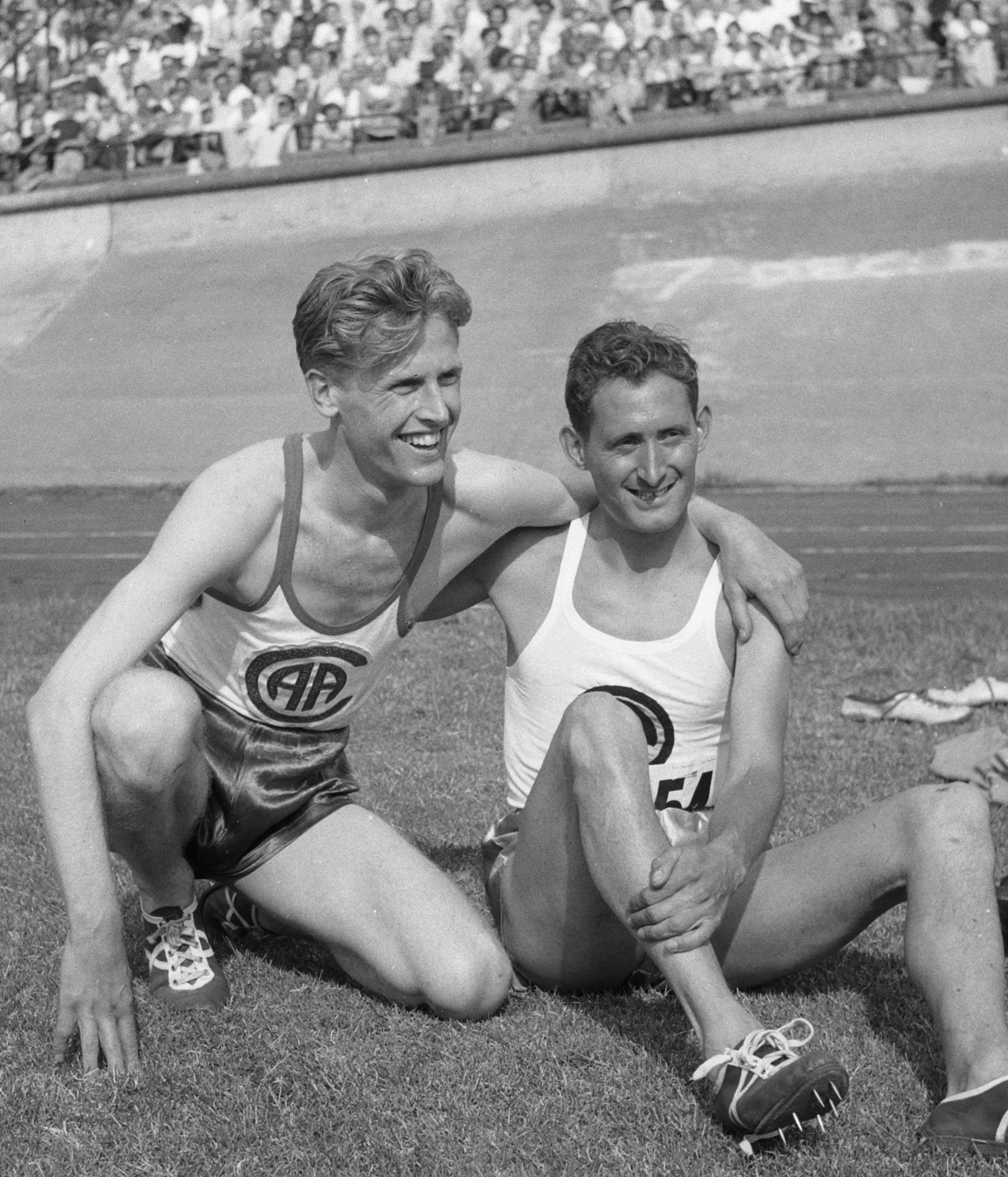
Hans Harting i Wim Slijkhuis (z prawej) w 1951

Bieg na dystansie 1500 metrów mężczyzn był jedną z konkurencji rozgrywanych podczas IV Mistrzostw Europy w Brukseli. Biegi eliminacyjne zostały rozegrane 24 sierpnia, a bieg finałowy 27 sierpnia 1950 roku. Zwycięzcą tej konkurencji został Holender Wim Slijkhuis. W rywalizacji wzięło udział dziewiętnastu zawodników z trzynastu reprezentacji.

## Rekordy
| Rekord świata     | Gunder Hägg (SWE)    | 3:43,0 | Göteborg, Szwecja | 07.07.1944 |
| Rekord świata     | Lennart Strand (SWE) | 3:43,0 | Malmö, Szwecja    | 15.07.1947 |
| Rekord Europy     | Gunder Hägg (SWE)    | 3:43,0 | Göteborg, Szwecja | 07.07.1944 |
| Rekord Europy     | Lennart Strand (SWE) | 3:43,0 | Malmö, Szwecja    | 15.07.1947 |
| Rekord mistrzostw | Lennart Strand (SWE) | 3:48,0 | Oslo, Norwegia    | 25.08.1946 |

## Wyniki

### Eliminacje
Bieg 1
| Miejsce | Zawodnik       | Czas   | Uwagi |
| ------- | -------------- | ------ | ----- |
| 1       | Len Eyre       | 3:53,0 | Q     |
| 2       | Ilmari Taipale | 3:53,2 | Q     |
| 3       | Frans Herman   | 3:54,6 | Q     |
| 4       | Lennart Strand | 3:58,2 | Q     |
| 5       | Zdravko Ceraj  | 4:01,8 |       |

Bieg 2
| Miejsce | Zawodnik            | Czas   | Uwagi |
| ------- | ------------------- | ------ | ----- |
| 1       | Jean Vernier        | 3:54,6 | Q     |
| 2       | Ingvar Ericsson     | 3:54,7 | Q     |
| 3       | Andrija Otenhajmer  | 3:55,0 | Q     |
| 4       | Bill Nankeville     | 3:55,6 | Q     |
| 5       | Hans Harting        | 3:56,8 |       |
| 6       | Alois Imfeld        | 4:01,2 |       |
| 7       | Angelo Tagliapietra | 4:01,8 |       |

Bieg 3
| Miejsce | Zawodnik           | Czas   | Uwagi |
| ------- | ------------------ | ------ | ----- |
| 1       | Patrick El Mabrouk | 4:01,8 | Q     |
| 2       | Wim Slijkhuis      | 4:02,6 | Q     |
| 3       | Václav Čevona      | 4:02,8 | Q     |
| 4       | Daniel Janssens    | 4:04,2 | Q     |
| 5       | Bruno Schneider    | 4:04,8 |       |
| 6       | Lukas Adamopulos   | 4:06,6 |       |
| 7       | Pétur Einarsson    | 4:08,8 |       |

### Finał
| Miejsce | Zawodnik           | Czas   | Uwagi |
| ------- | ------------------ | ------ | ----- |
| 1       | Wim Slijkhuis      | 3:47,2 | CR    |
| 2       | Patrick El Mabrouk | 3:47,8 |       |
| 3       | Bill Nankeville    | 3:48,0 | NR    |
| 4       | Ilmari Taipale     | 3:50,4 |       |
| 5       | Len Eyre           | 3:51,0 |       |
| 6       | Václav Čevona      | 3:51,4 |       |
| 7       | Ingvar Ericsson    | 3:52,4 |       |
| 8       | Jean Vernier       | 3:53,2 |       |
| 9       | Andrija Otenhajmer | 3:53,4 |       |
| 10      | Daniel Janssens    | 3:56,8 |       |
| 11      | Frans Herman       | 4:05,2 |       |
| –       | Lennart Strand     | DNF    |       |